# 쇼바나
쇼바나(힌디어: शोभना, 영어: Shobana, 1966년 3월 21일 ~ )는 인도의 배우 겸 인도 남부 전통춤인 바라트나트얌 댄서이다. 내셔널 필름 어워드 여우주연상 2회(1993년, 2001년) 수상자이다.